# Erannis deumbrata
Erannis deumbrata là một loài bướm đêm trong họ Geometridae.